# Lacandons
Les Lacandons sont une ethnie amérindienne, de langue et de culture macro-maya, implantée dans la Selva Lacandona (« la forêt ») au cœur de la forêt tropicale de l'État mexicain du Chiapas, près de la frontière sud avec le Guatemala. Ils vivent dans des villages le long de la partie mexicaine du río Usumacinta et de ses affluents. Les Lacandons sont l'un des groupes les plus isolés des ethnies indigènes du Mexique. Leur population compte environ mille personnes en 2015.
En 1932, les ethnologues français Georgette et Jacques Soustelle avaient été missionnés par Paul Rivet pour étudier les Otomis et les Lacandons et ce sont les explorateurs Gérard Tacvor et Bernard de Colmont qui – grâce particulièrement au film documentaire de ce dernier, Un monde se meurt – ont fait connaître, en 1935, les Indiens Lacandons au public français. Ils avaient été cependant mentionnés au moins dès 1880 par Désiré Charnay dans ses ouvrages sur le Mexique.

## Culture
Les Lacandons ont échappé au contrôle espagnol pendant la période coloniale en vivant dans de petites communautés fermières au cœur de la jungle du Chiapas et du département de Petén au Guatemala. Ils évitèrent tout contact avec les Espagnols. Leur culture est donc restée proche de celle de leurs ancêtres de l'époque pré-colombienne. Au XXe siècle ils continuaient à fabriquer des pointes de flèches pour chasser. Aujourd'hui ces flèches sont vendues aux touristes. Ils s'ouvrent au monde extérieur depuis le milieu du XXe siècle.
Les Lacandons ont un important panthéon de dieux et déesses. Les lieux de cultes sont des petites huttes situées en bordure des villages. Ces huttes abritent des plateaux d'argile sur lesquels brûlent des sortes d'encens. Chacune des huttes est décorée du visage de la divinité qui y est vénérée. Les Lacandons font aussi des pèlerinages vers les anciens sites mayas pour y prier. Ils croient que ces sites ont servi de demeures à leurs dieux avant que ceux-ci ne quittent la Terre pour aller aux cieux. Le site maya de Bonampak ne fut découvert qu'en 1946, quand des Lacandons y escortèrent le photographe américain Giles Healy.
Peu de Lacandons continuent à vouer un culte à leurs divinités traditionnelles en particulier dans la zone nord de leur territoire (près des lacs Naja et Metzabok). Dans le sud, une épidémie de fièvre jaune causa de nombreux morts et cassa la cohésion sociale, ce qui favorisa la propagation du christianisme chez ce peuple. La traduction du Nouveau Testament dans leur langue accentua encore le phénomène. Dans le nord, le chef spirituel Chan K'in, mort en 1996, s'appliqua toute sa vie à maintenir vivantes les traditions de son peuple.

## Langue
Les Lacandons parlent le lacandon, un langage maya particulièrement proche du maya yucatèque. Dans leur langue, ils se nomment eux-mêmes Hach Winik (vrais hommes) et ils nomment leur langue Hach T'ən (vraie langue). Leur langue s'est enrichie d'emprunts lexicaux aux langues Ch'ol et Tzeltal.

## Histoire récente
Les interactions entre les Lacandons et le monde extérieur se sont accélérées ces 30 dernières années. Dans les années 1970, les autorités mexicaines commencèrent à payer les Lacandons pour prélever du bois dans leurs forêts. Dans le même temps, le gouvernement a construit des routes qui ont aidé à l'installation de nouvelles fermes.
Julia Carabias Lillo coordonne à partir de 2001, au sein de l'UNAM, le programme de maîtrise en restauration écologique et poursuit ses projets de recherche liés à la conservation, la restauration et la gestion de la forêt tropicale humide de la Selva Lacandona. Au cours de la même année, le World Wildlife Fund (WWF) lui décerne le prix J. Paul Getty pour la conservation de la faune, assorti d'un chèque de 100 000 $. Carabias en fait don pour la protection de la région de Chajul, dans les forêts des Lacandons, dans le Sud du Mexique,. En 2004, elle crée le centre de formation à la biodiversité dans la région du Lacandon.
En 2015, une enquête de l'INEGI dénombre 998 locuteurs du lacandon, ce qui est une estimation basse de la population ethnique.

### Filmographie
- Un monde se meurt, film documentaire de Bernard de Colmont, réalisateur et explorateur français, Atlantic Film, Paris, cop. 1936, 16 min (VHS)